# Richard Lambourne
Richard Edward Lambourne est un joueur américain de volley-ball né le 6 mai 1975 à Louisville (Kentucky). Il mesure 1,93 m et joue libero. Il totalise 156 sélections en équipe des États-Unis.

## Clubs
| Club                   | Pays     | De           | À         |
| ---------------------- | -------- | ------------ | --------- |
| GS Lamia               | Grèce    | 1999-2000    | 2001-2002 |
| Aon hotVolleys Vienne  | Autriche | 2001-2002    | 2002-2003 |
| Piet Zoomers Apeldoorn | Pays-Bas | 2003-2004    | 2003-2004 |
| Noliko Maaseik         | Belgique | 2005-2006    | 2005-2006 |
| AZS Olsztyn            | Pologne  | 2006-2007    | 2007-2008 |
| Lokomotiv Belgorod     | Russie   | janvier 2009 | …         |

## Palmarès
- Jeux olympiques (1)
  - Vainqueur : 2008
- Ligue mondiale (1)
  - Vainqueur : 2008
- World Grand Champions Cup
  - Finaliste : 2005